# 利津门
利津门又名东关，即扬州唐宋城东门遗址，位于热门旅游休闲街区东关街的东端,东临古运河。
唐代安史之乱后，中原难民大批南下，扬州城市规模迅速膨胀，建中四年（783年）建子城与罗城。南宋建炎元年（1127年），按照行在规格修筑扬州宋大城，此为四座城门之一的东门（康海门）。
元代扬州城垣被毁，元末至正十七年（1357年）修建了大大收缩了的扬州旧城。明代后期嘉靖三十五年（1556年）修建的扬州新城，东侧设有利津门，又名东关。明清时期城门内的东关街，仍为繁华的商业街。
2000年以后，在此处进行的三次考古发掘，陆续发现唐宋时期历代叠压的东门遗址。2006年建成东门遗址广场，2009年按照宋代《营造法式》，复建城墙和重檐歇山顶门楼。